# Хоїни (Ґарволінський повіт)
Хоїни (пол. Choiny) — село в Польщі, у гміні Парисув Ґарволінського повіту Мазовецького воєводства.
Населення — 608 осіб (2011).
У 1975-1998 роках село належало до Седлецького воєводства.

## Демографія
Демографічна структура станом на 31 березня 2011 року:
|          | Загалом | Допрацездатний вік | Працездатний вік | Постпрацездатний вік |
| -------- | ------- | ------------------ | ---------------- | -------------------- |
| Чоловіки | 302     | 67                 | 200              | 35                   |
| Жінки    | 306     | 84                 | 163              | 59                   |
| Разом    | 608     | 151                | 363              | 94                   |